# Ivan Rupert Gusić
Ivan Rupert Gusić (Guszich) hrvaški župnik, redovnik benediktinskega reda in prevajalec Nove zaveze v kajkavščino. * Vivodina, 23. december, 1761; † Zagreb, 31. julij, ali 21. julij, 1821.
Gusić se je rodil na Vivodini, ne daleč od slovenske Krmačine na Dolenjskem. V benediktinskem redu je dobil ime Rupert. V Zagrebu je končal Klasično gimnazijo (1794). Bil je duhovnik zagrebške škofije. Od 27. avgusta 1801, do 22. maja 1802 je bil kapelan v Plešivici. Potem je kaplanoval v Martinski Vesi in Sveti Nedelji (1802-1803). Leta 1820 je bil upravitelj vivodinske župnije. Umrl je v domu starejših župnikov v Zagrebu.
Škof Maksimilijan Vrhovac ga je prosil, da bi prevedel Novo zavezo Svetega pisma. Kanonik Štefan Korolija mu je pomagal pri delu prevajanja. Gusić je prevedel evangelije Apostolska dela, pisma Rimljanom in Korinčanom ter Razodetje, dokler je Korolija prevedel ostale knjige Nove zaveze. Gusić je napisal še velik lekcionar Evangelium Ieshusha Krisztusha iz latinskega originala Evangelium Jesu Christi syntattomeno e qualtuor evangelis. Leta 2018 Alojz Jembrih objavil rokopis Gusićeve Nove zaveze v faksimilah.